# Перемога (водоспад)
Перемо́га — абсолютно дикий та невідомий широкому загалу водоспад в Українських Карпатах (масив Горгани) на межі присілка Діли (село Пороги) та сіл Кричка й Яблунька Івано-Франківського району Івано-Франківської області. Розташований на відстані приблизно 4.5 км від автошляху Р38 (Богородчани — Гута).
Загальна висота перепаду води — бл. 2 м. Утворився в місці, де річка Плоска (права притока Бистриці Солотвинської, бас. Дністра), перетинає горизонтальні пласти флішу. Попри те, що до об'єкта  веде польова дорога, водоспад необлаштований та спуск до нього стрімкий; маловідомий. Мальовничий вигляд має під час танення снігу або паводку.
Вище по течії, на відстані близько 400—500 м, розташований водоспад Біля Пасіки (2 м).

## Світлини та відео

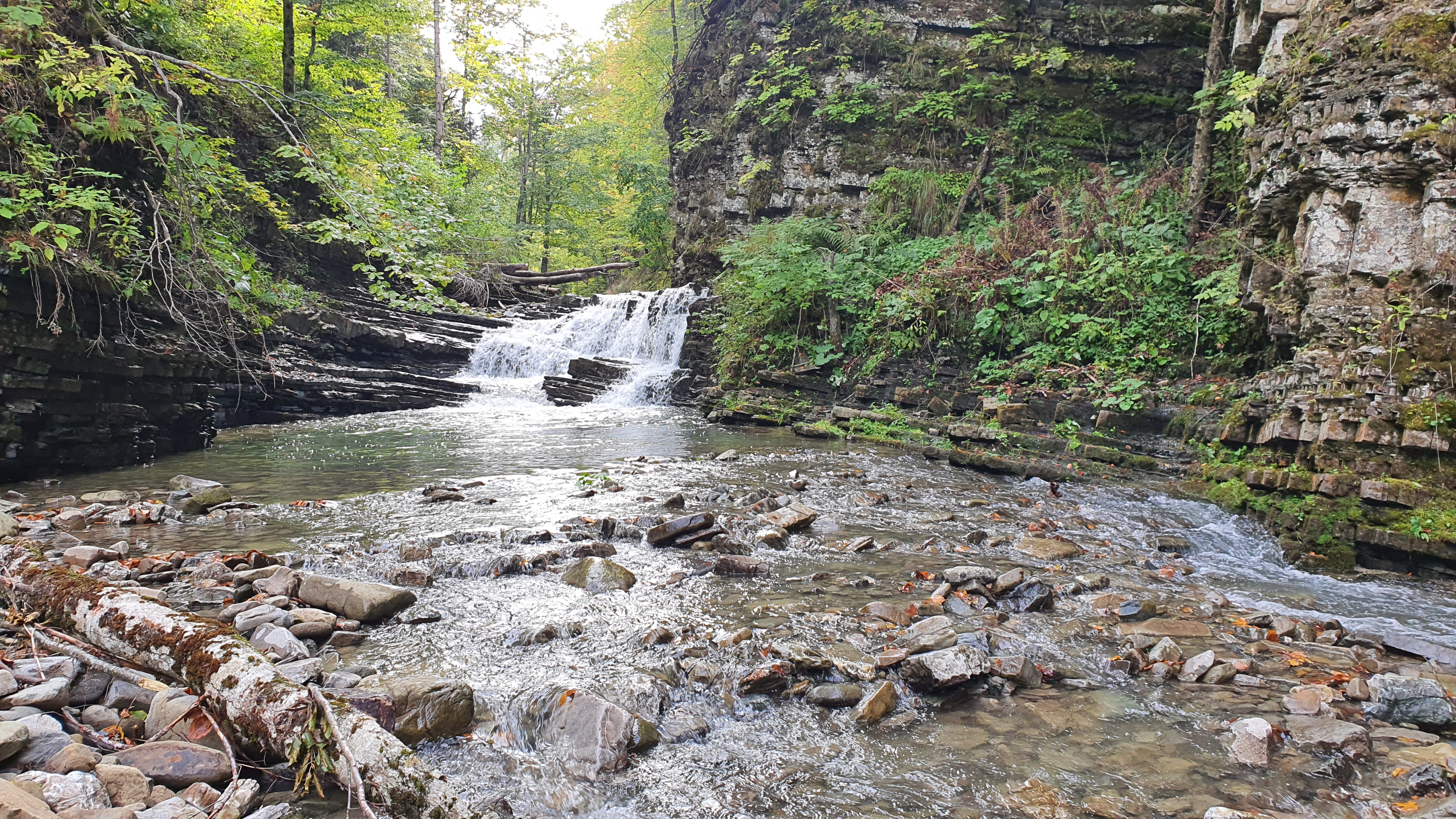
Водоспад здалеку
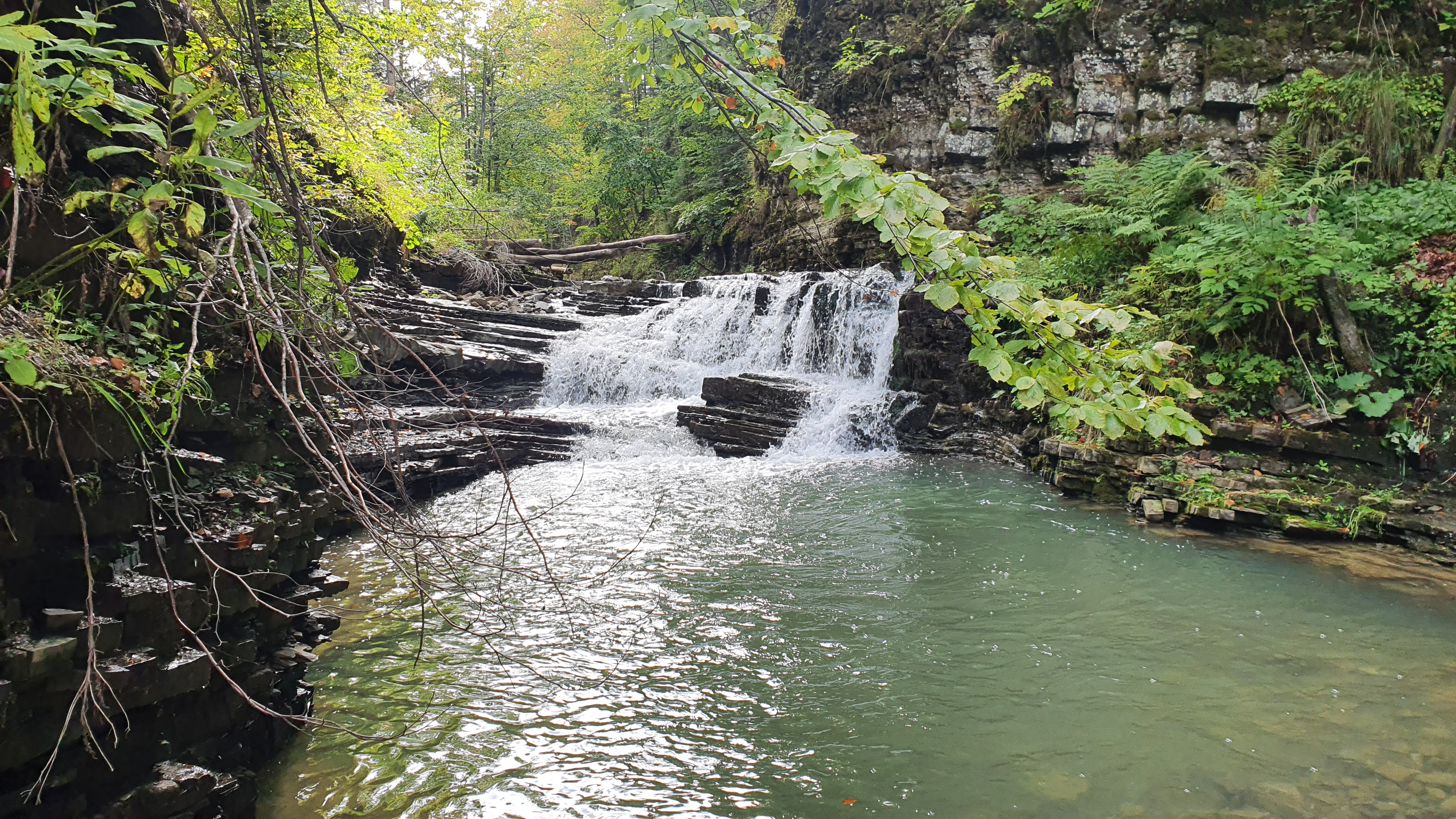
Водоспад спереду
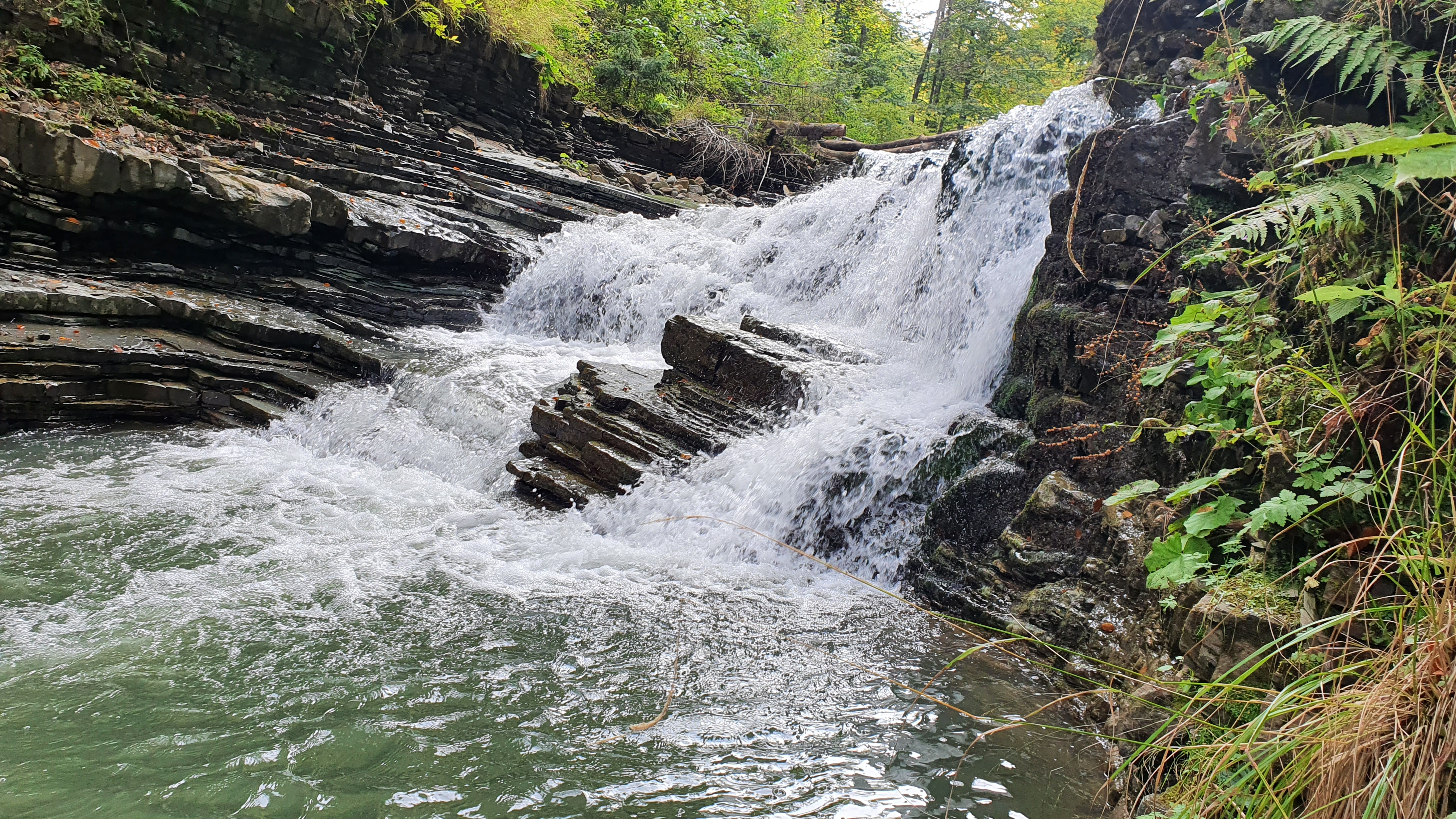
Водоспад збоку
- Відео водоспаду